# Neuraeschna rostrifera
Neuraeschna rostrifera är en trollsländeart som beskrevs av Martin 1909. Neuraeschna rostrifera ingår i släktet Neuraeschna och familjen mosaiktrollsländor. Inga underarter finns listade i Catalogue of Life.